# Cory Milano
Pour les articles homonymes, voir Milano.
Cory Milano (né Cory John Milano) est un acteur américain né le 24 octobre 1982. Il est le frère cadet de l'actrice Alyssa Milano.
Il fait ses débuts en 1992 dans le film Little Sister au côté de sa sœur, Alyssa, en jouant Bobby.

## Filmographie

### Acteur
- 1992 : Little Sister : Bobby
- 1993 : Le Complot de la haine (Bloodlines: Murder in the Family) (TV) : Ian
- 1994 : Double Dragon : Marc Delario
- 1995 : Stuart sauve sa famille : Donnie
- 1999 : Les jumelles s'en mêlent : un bassiste
- 1999 : Burning Passion : Matthew à 14 ans

### Département musique
- 2007 : Spider Man 3
- 2008 : Disaster Movie
- 2009 : Jusqu'en enfer